# Панкратій (Кашперук)
Панкратій Кашперук (в миру Петро Кашперук, 24 листопада 1890, Шепетівка, Заславський повіт, Волинська губернія — 13 липня 1972, Рівне, Україна) — український релігійний діяч в Польщі та Рейхскомісаріаті Україна. Архімандрит ПАПЦ і намісник Почаївської Лаври. Після Другої світової війни — єпископ Українського екзархату Московської патріархії з титулами "Камянець-Подільський та Проскурівський", "Волинський і Рівненський", "Львівський і Тернопільський" та "Чернігівський і Ніжинський".

## Життєпис
Народився 24 листопада 1890 в Шепетівці Заславського повіту (нині Хмельницька область, Україна).
У 1908 закінчив 2-х класне училище в Шепетівці.
У 1910 вступив послушником в Почаєво-Успенську Лавру.
21 червня 1914 пострижений в чернецтво намісником Лаври архімандритом Паїсієм з нареченням імені Панкратій.
У 1918 висвячений у сан ієродиякона архієпископом Волинським і Житомирським Євлогієм Георгіївським.
У 1921 висвячений у сан ієромонаха архієпископом Кременецьким Діонісієм Валединським.
У 1921 вступив до Волинської духовної семінарії для вивчення богословських наук (2-х річний курс).
У 1924 призначений членом Духовного Собору Почаївської Лаври.
З 1924 по 1939 — законовчитель семикласної школи в Почаєві.
У 1935 возведений у сан архімандрита митрополитом Варшавським Діонісієм Валединським.
З 1942 по 1944 — завідувач пастирськими курсами при Почаївській Лаврі.
З 1943 по 1946 — намісник Почаївської Лаври.
У 1945 — учасник Помісного Собору РПЦ.
6 квітня 1946 указом Патріарха Московського Алексія І призначений єпископом Кам'янець-Подільської єпархії.
28 квітня 1946 хіротонізований на єпископа Кам'янець-Подільського та Проскурівського. Чин хіротонії здійснювали: Екзарх всієї України, митрополит Іоанн Соколов, єпископ Мукачівський Нестор Сидорук і єпископ Чернігівський Борис Вік.
З 3 червня 1948 — єпископ Волинський і Рівненський.
15 листопада 1952 призначений єпископом Львівської та Тернопільської єпархії, з возведенням у сан архієпископа.
З 23 липня 1956 — архієпископ Волинський і Рівненський.
З 19 липня 1962 звільнений на спокій. Проживав у Рівному.
16 листопада 1962 призначений архієпископом Чернігівським і Ніжинським, тимчасово керуючим Сумською єпархією, але 20 листопада того ж року призначення було скасоване через хворобу.
Помер о 5 годині ранку 13 липня 1972 року у Рівному. Похований на братському кладовищі Почаївської Лаври.